# Juri Wassiljewitsch Schatunow

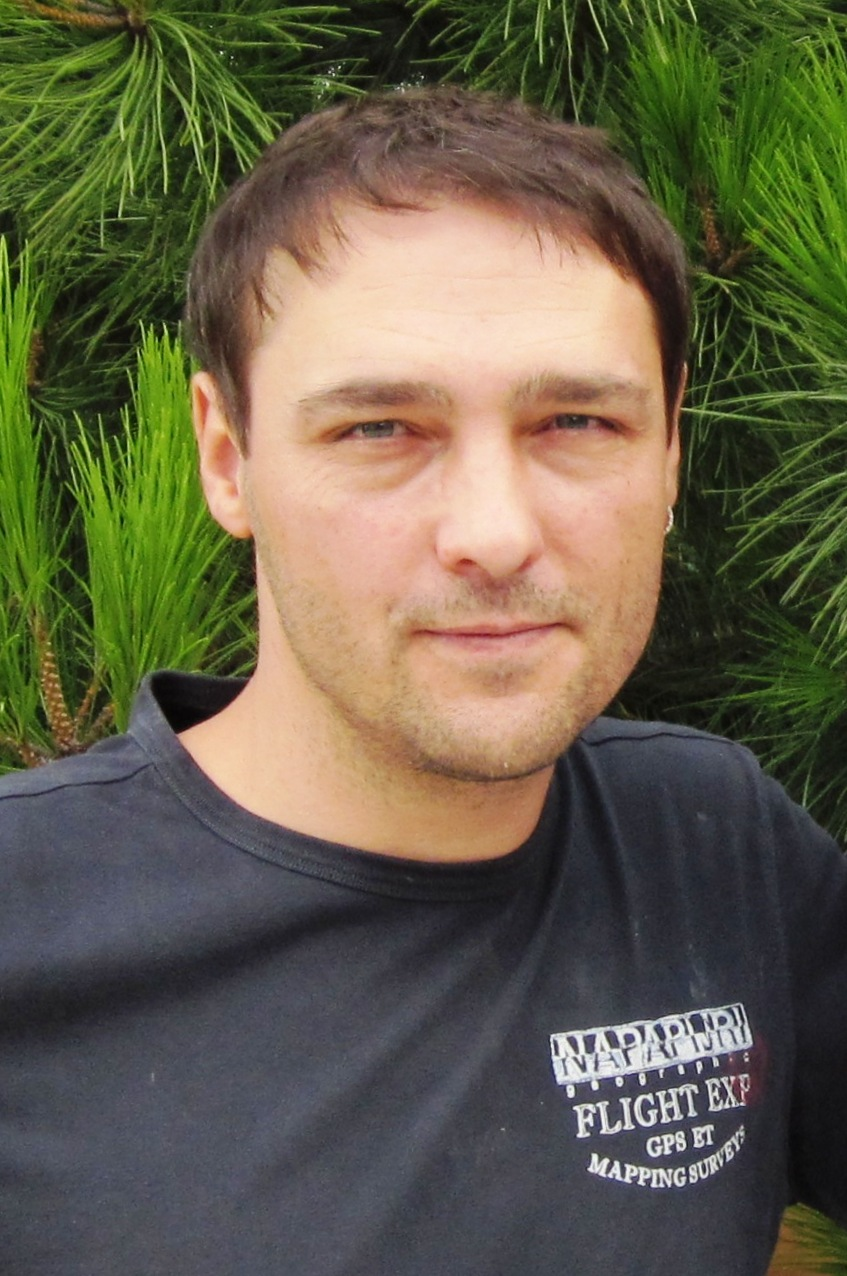
Juri Schatunow (2011)

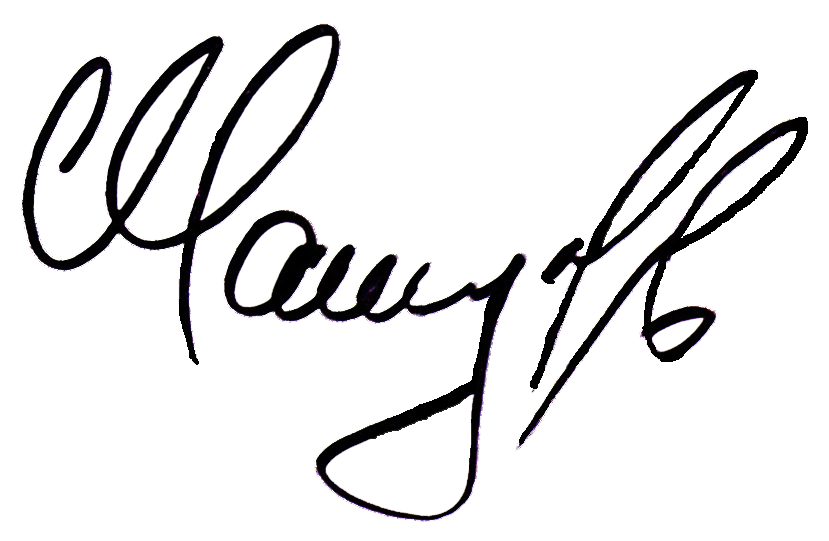
Signatur Schatunows

Juri Wassiljewitsch Schatunow (russisch Юрий Васильевич Шатунов, * 6. September 1973 in Kumertau, Baschkirische ASSR, Sowjetunion; † 23. Juni 2022 in Domodedowo, Russland) war ein russischer Sänger. Er war Hauptsänger der 80er-Jahre-Band Laskowy Mai (russisch Ласковый май).

## Biografie
Schatunow war der Sohn von Wassili Klimenko und Wera Schatunowa. Sein Vater hatte russische und ukrainische Vorfahren, seine Mutter war Baschkirin; sie ließen sich scheiden, als Juri drei Jahre alt war; er wuchs fortan bei seiner Mutter und deren Eltern auf. Nachdem seine Mutter eine zweite Ehe eingegangen war und sich die Beziehung zwischen Juri und seinem Stiefvater schwierig gestaltete, gab ihn seine Mutter 1982 in ein Internat. Nach dem frühen Tod seiner Mutter im Jahr 1984 kam Schatunow zunächst in die Obhut eines Waisenhauses und 1986 auf ein Internat in Orenburg, wo er im selben Jahr zusammen mit Sergei Kusnezow (russisch Сергей Борисович Кузнецов) die Kult-Gruppe Laskowy Mai gründete.
Laskowy Mai bestand ab 1986 und trennte sich wegen interner Streitigkeiten im Jahre 1992. Schatunow zog 1996 nach Deutschland und startete eine Karriere als Solosänger. Dort lebte er seither mit seiner Familie.
Seine Frau Swetlana heiratete er im Jahr 2007; das Paar hat einen Sohn und eine Tochter.
Schatunow starb am 23. Juni 2022 im Alter von 48 Jahren an einem Herzinfarkt.
Bekannte Solo-Stücke sind u. a. Wetscher cholodnoj simy (russisch Вечер холодной зимы).

## Diskografie

### Solo (solo)
- 1994: Ты помнишь… (dt. „Erinnerst du dich?“)
- 2001: Вспомни май (dt. „Erinnere dich an den Mai“)
- 2002: Седая ночь (dt. „Graue Nacht“)
- 2004: Если хочешь… Не бойся (dt. „Wenn du willst…Fürchte dich nicht“)
- 2006: Запиши мой голос (dt. „Nimm meine Stimme auf“)
- 2012: Я верю… (dt. „Ich glaube“)
- 2018: Не молчи… (dt. „Schweige nicht“)

### Singles (Auswahl)
- 2004: Не Бойся
- 2006: Запиши Мой Голос
- 2015: И Я Под Гитару
- 2017: С днём рождения
- 2018: А лето цвета (Версия 2018)
- 2018: А Ты Возьми И Позвони
- 2018: А Он Любил
- 2018: Грёзы
- 2018: Ты Мне Не Веришь
- 2020: Спасибо тебе
- 2020: Заметает листья снег
- 2021: Про белые розы
- 2022: Не спорь со мной
- 2022: Каждому своё